# 香住・ジオパークフルマラソン大会
香住・ジオパークフルマラソン大会（かすみ・ジオパークフルマラソンたいかい）は兵庫県美方郡香美町で毎年4月に行われていたマラソン大会である。

## 概要
- 第1回大会は2014年4月27日に開催された[1]。
- 名称は、山陰海岸ジオパークの一部である香美町香住区で行われることによる。
- 2016年の第3回までは「香住ジオパークフルマラソン大会」と名乗っていたが、香住ジオパークというジオパークは存在しないため、2017年の第4回は「香住・ジオパークフルマラソン大会」と改名した[2]。
- 2018年で第5回記念大会を開催。
- 2019年4月27日（土）第6回大会を開催。
- 2020年は新型コロナウイルス感染症拡大の影響により中止。2021年の第8回大会はオンライン形式で開催されたが、資金難によりこれを最後に大会を終了した[3]。

## 運営
- 主催: 香住・ジオパークフルマラソン実行委員会
- 主管: 美方郡陸上競技協会

## 部門
- 42.195km (フルマラソン)
- 33.551km（途中下車）
- 10km
- 5km